# Suspended Animation (존 페트루치의 음반)

Suspended Animation은 드림 시어터의 기타리스트 존 페트루치가 2005년 사운드 마인드 뮤직을 통해 발표한 첫 솔로 앨범이다.

## 곡 목록
전체 작곡: 존 페트루치
| #  | 제목                  | 재생 시간 |
| -- | --------------------- | --------- |
| 1. | 〈Jaws of Life〉      | 7:29      |
| 2. | 〈Glasgow Kiss〉      | 7:48      |
| 3. | 〈Tunnel Vision〉     | 6:35      |
| 4. | 〈Wishful Thinking〉  | 7:28      |
| 5. | 〈Damage Control〉    | 9:15      |
| 6. | 〈Curve〉             | 6:22      |
| 7. | 〈Lost Without You〉  | 4:56      |
| 8. | 〈Animate-Inanimate〉 | 11:38     |

## 발매 정보
알려지지 않은 이유로, 'Curve'는 몇몇 발매반에서는 두 곡으로 쪼개져 실려있다. 따라서, 이런 앨범의 경우에 'Lost Without You'와 'Animate-Inanimate'는 8번과 9번으로 곡 번호가 밀려있다.

## 구성원
- 존 페트루치 – 기타, 프로듀서
- 데이브 디캔소(Dave DiCenso) – 드럼 (3번 트랙 제외)
- 토니 베르데로사(Tony Verderosa) – 드럼(전자 드럼) (3번 트랙)
- 데이브 라루 – 베이스 기타 (3번 트랙 제외)
- 팀 르페브르(Tim LeFebvre) – 베이스 기타 (3번 트랙)